# Udhayanidhi Stalin
Udhayanidhi Stalin est un acteur, producteur et distributeur tamoul (Inde), né le 27 novembre 1977 à Chennai (vice-ministre en chef du Tamil Nadu).
Il a travaillé sur des films en langue tamoule. Stalin est entré dans l'industrie cinématographique en tant que producteur et distributeur de films avec son studio de production, Red Giant Movies, et a réalisé des films dont Kuruvi (2008), Aadhavan (2009), Manmadan Ambu (2010) et 7aum Arivu (2011). Il a ensuite fait ses débuts en tant qu'acteur à travers la comédie romantique, Oru Kal Oru Kannadi (2012), et a depuis continué à produire et à jouer dans ses propres films.

## Biographie
Udhayanidhi Stalin est le fils de l'actuel Premier ministre du Tamil Nadu M. K. Stalin et le petit-fils de l'ancien Premier ministre du Tamil Nadu, M. Karunanidhi. Plusieurs de ses proches ont été activement impliqués dans la politique et le cinéma tamoul depuis les années 1960. Ses cousins Arulnithi et Dayanidhi Azhagiri sont respectivement acteur et producteur. Stalin est marié à Kiruthiga, qui dirige le magazine de style de vie Inbox 1305; elle a également réalisé le film Vanakkam Chennai (2013) pour Red Giant Movies. Bien que son père et son grand-père soient des athées dévoués et des adeptes du mouvement athée dravidien, Udhayanidhi pratique l'hindouisme comme sa mère hindoue, Durga.

## Filmographie

### Acteur
- 2009 : Aadhavan
- 2012 : Oru Kal Oru Kannadi
- 2013 : Vanakkam Chennai
- 2014 : Idhu Kathirvelan Kadhal
- 2015 : Nannbenda
- 2016 : Gethu
- 2016 : Manithan
- 2017 : Saravanan Irukka Bayamaen
- 2017 : Podhuvaga En Manasu Thangam
- 2017 : Ippadai Vellum
- 2018 : Nimir
- 2019 : Kanne Kalaimaane
- 2020 : Psycho
- 2022 : Nenjuku Needhi
- 2022 : Kalaga Thalaivan
- 2023 : Kannai Nambathey
- 2023 : Maamannan

### Producteur
- 2008 : Kuruvi
- 2009 : Aadhavan
- 2010 : Manmadhan Ambu
- 2011 : Le Septième Sens
- 2012 : Oru Kal Oru Kannadi
- 2012 : Neerparavai
- 2013 : Vanakkam Chennai
- 2014 : Idhu Kathirvelan Kadhal
- 2015 : Nannbenda
- 2016 : Gethu
- 2016 : Manithan
- 2017 : Saravanan Irukka Bayamaen
- 2019 : Kanne Kalaimaane

### Distributeur
| Année | Film                         |
| ----- | ---------------------------- |
| 2010  | Vinnaithaandi Varuvaayaa     |
| 2010  | Madrasapattinam              |
| 2010  | Boss Engira Bhaskaran        |
| 2010  | Mynaa                        |
| 2011  | Ko                           |
| 2011  | Maaveeran                    |
| 2011  | Mankatha                     |
| 2012  | The Dark Knight Rises        |
| 2013  | Kanna Laddu Thinna Aasaiya   |
| 2013  | Udhayam NH4                  |
| 2013  | Neram                        |
| 2013  | Kutti Puli                   |
| 2013  | Aadhalal Kadhal Seiveer      |
| 2013  | Thagaraaru                   |
| 2013  | Endrendrum Punnagai          |
| 2014  | Nedunchaalai                 |
| 2014  | Saivam                       |
| 2014  | Aranmanai                    |
| 2015  | Tamiluku En Ondrai Aluthavum |
| 2015  | Inimey Ippadithan            |
| 2017  | Ippadai Vellum               |
| 2018  | Nimir                        |
| 2018  | Oru Kuppai Kathai            |
| 2018  | Silukkuvarupatti Singam      |
| 2019  | Nerkonda Paarvai             |
| 2019  | Namma Veettu Pillai          |
| 2019  | Bakrid                       |
| 2020  | Psycho                       |
| 2021  | Aranmanai 3                  |
| 2021  | Annaatthe                    |
| 2022  | FIR                          |
| 2022  | Etharkkum Thunindhavan       |
| 2022  | Radhe Shyam                  |
| 2022  | Beast                        |
| 2022  | Kaathuvaakula Rendu Kaadhal  |
| 2022  | Don                          |
| 2022  | Nenjuku Needhi               |
| 2022  | Vikram                       |
| 2022  | Rocketry: The Nambi Effect   |
| 2022  | Gulu Gulu                    |
| 2022  | Laal Singh Chaddha (Tamoul)  |
| 2022  | Thiruchitrambalam            |
| 2022  | Diary                        |
| 2022  | Cobra                        |
| 2022  | Captain                      |
| 2022  | Vendhu Thanindhathu Kaadu    |
| 2022  | Ponniyin Selvan: I           |
| 2022  | Sardar                       |
| 2022  | Coffee with Kadhal           |
| 2022  | Love Today                   |
| 2022  | Gatta Kusthi                 |
| 2023  | Varisu                       |
| 2023  | Thunivu                      |
| 2023  | Vaathi                       |
| 2023  | Ponniyin Selvan: II          |
| 2023  | Maaveeran                    |

## Récompenses
- Filmfare Awards South :
  - Meilleur espoir masculin en 2012 pour son rôle dans Oru Kal Oru Kannadi
- 2nd South Indian International Movie Awards
  - Meilleur espoir masculin en 2012 pour son rôle dans Oru Kal Oru Kannadi